# Fraher Field
Fraher Field è uno stadio della Gaelic Athletic Association situato a Dungarvan, nella contea di Waterford. Con l'ovvia eccezione di Croke Park, l'impianto è quello che ha ospitato il maggior numero di all-Ireland senior hurling finals: ben quattro (1903, 1905, 1907, 1911).
Negli ultimi quindici anni sono stati realizzati molti lavori per migliorare Fraher Field, tra cui la costruzione di una tribuna e l'ammodernamento dei servizi standard. Venne presa in considerazione l'idea di costruire un'ulteriore tribuna, idea accantonata temporaneamente in seguito alla decisione di mettere a nuovo Walsh Park, stadio del capoluogo della contea stessa.